# Бернштейн, Эдуард
Эдуард Бернштейн (нем. Eduard Bernstein; 6 января 1850, Шёнеберг — 18 февраля 1932, там же) — немецкий публицист и политический деятель, социал-демократ, идеолог ревизии марксизма (бернштейнианства), теоретик реформизма.

## Биография
Родился в еврейской семье машиниста-железнодорожника, перебравшейся с территории современной Польши. Не закончив гимназии, с ранней молодости служил в банках. Пришёл к социалистическим взглядам под впечатлением от выступлений Вильгельма Либкнехта и Августа Бебеля против Франко-прусской войны, а также от труда Карла Маркса «Гражданская война во Франции» о Парижской коммуне. С 1872 г. активный член социал-демократической партии. С 1878 по 1881 г. был частным секретарем богатого мецената, радикала и утопического социалиста Карла Хёхберга (Höchberg), основателя ряда социалистических изданий. Прочитав «Анти-Дюринг» Фридриха Энгельса, перешёл на марксистские позиции и вступил в переписку с автором.
После введения в 1878 г. Исключительного закона против социалистов был вынужден покинуть Германию, отправившись в эмиграцию (вначале в Швейцарию, а после выдворения оттуда под давлением немецких властей — в Великобританию). В 1881—1890 гг. был редактором выходившего в Цюрихе издания «Sozialdemokrat» — центрального органа запрещённой Социалистической рабочей партии Германии (затем переименованной в Социал-демократическую партию Германии (СДПГ). В то время он был представителем крайнего, наиболее радикального крыла германской социал-демократии и считался одним из наиболее сильных её теоретиков.
В 1887 женился на Регине Цадек (1849—1923), сестре Игнаца Цадека.
В 1888 г. был выслан из Цюриха и поселился в Лондоне, где стал близким личным другом Энгельса, завещавшего ему и Бебелю бумаги, свои и Маркса. В 1891 году СДПГ приняла марксистскую Эрфуртскую программу, которую разработали Карл Каутский и Бернштейн. Однако вскоре Бернштейн сблизился с английскими фабианцами, перешёл на правый фланг социал-демократии, отстаивая идеи реформизма и ревизионизма.
За оскорбление величества в одной газетной статье германской прокуратурой было возбуждено против него преследование; это не позволяло Бернштейну вернуться на родину раньше 1901 г., когда обвинение было наконец погашено давностью. В 1901 г. поселился в Берлине и с того же года состоял ближайшим сотрудником журнала «Sozialistische Monatshefte» (Социалистический ежемесячник) (Берлин), ставшего по преимуществу органом бернштейнианства, между тем как «Die Neue Zeit» (Новое Время) стала органом ортодоксального марксизма Каутского.
В 1902—1907, 1912—1918 годах депутат рейхстага. Отошёл от политической деятельности по состоянию здоровья.
В отличие от большинства реформистов, в вопросе о военных кредитах в 1915 году занял антимилитаристскую позицию против большинства в СДПГ (хотя в августе 1914 года с остальной фракцией проголосовал за кредиты), и в 1917 году был среди основателей Независимой социал-демократической партии Германии, объединявшей преимущественно левое (революционные социалисты, будущие коммунисты во главе с Карлом Либкнехтом) и частично центристское (включая партийного теоретика Каутского) крыло социал-демократии. Состоял в НСДПГ до 1919, когда вернулся в СДПГ.
После Ноябрьской революции как член НСДПГ работал в качестве помощника в имперском казначейском ведомстве Совета народных уполномоченных, занимаясь также вопросами социализации средств производства, и активно содействовал воссоединению НСДПГ и СДПГ.
В 1920—1928 годах депутат рейхстага, после чего отошёл от политической жизни.

## Основные идеи

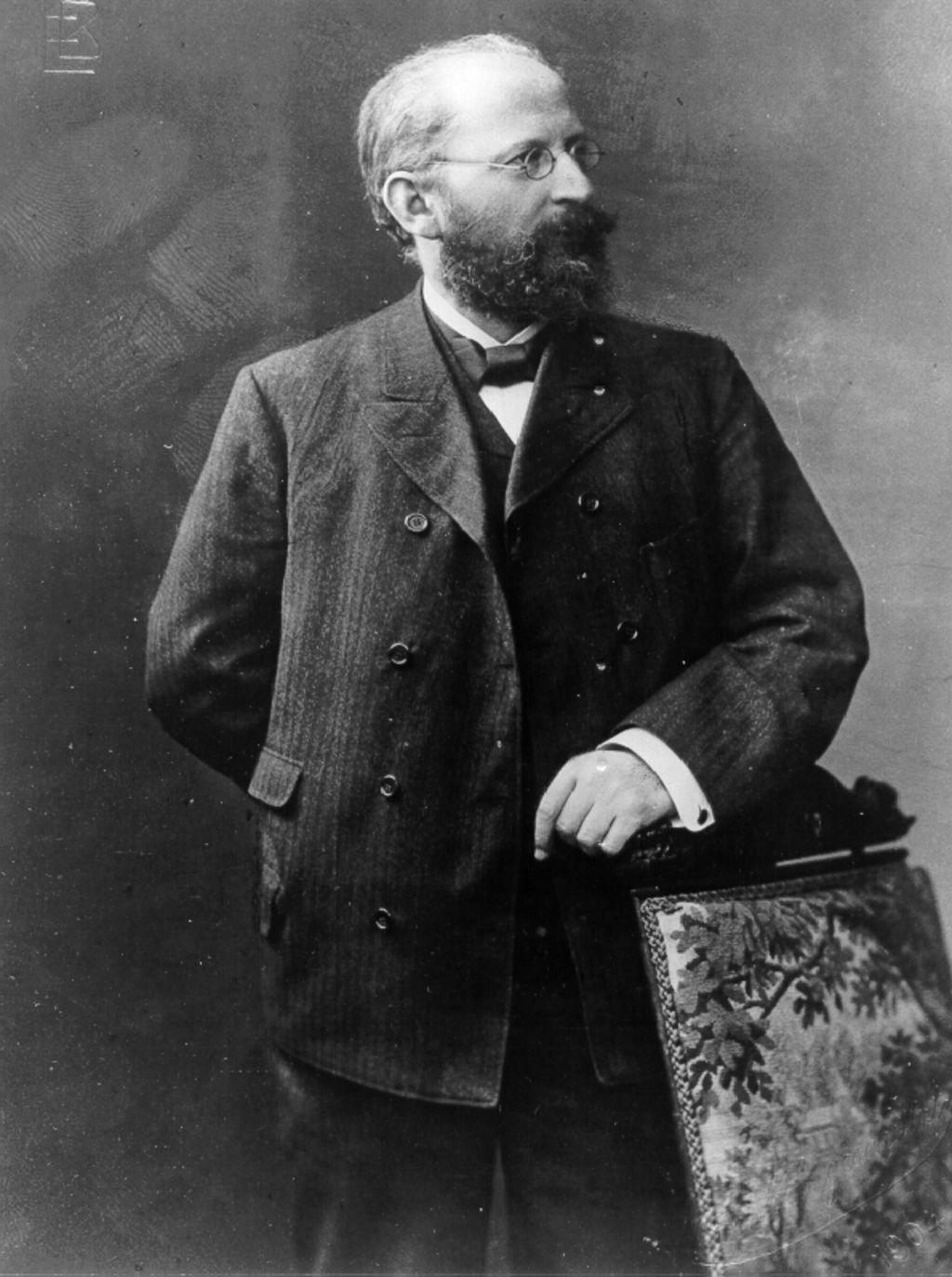
Бернштейн в 1895 году

В 1891—1893 гг. по поручению социал-демократической партии редактировал сочинения Фердинанда Лассаля и написал для этого издания биографию Лассаля.
Во второй половине 1890-х гг. в убеждениях Бернштейна начался перелом, сказавшийся в серии статей «Проблемы социализма» в журнале «Neue Zeit», в письме к штутгартскому съезду СДПГ (1898) и наконец в книге «Условия возможности социализма и задачи социал-демократии» (1899). В этих произведениях он подверг суровой критике как философское, так и экономическое учение Маркса. Он доказывал, что история ведёт не к углублению пропасти между магнатами капитализма и пролетариатом, а к её заполнению; ожидание катаклизма [слома строя] не основательно и должно быть заменено верой в постепенную эволюцию, ведущую к социализации общественного строя (через муниципализацию). Политические привилегии капиталистической буржуазии во всех передовых странах шаг за шагом уступают демократическим учреждениям: в обществе все сильнее сказывается протест против капиталистической эксплуатации.
Фабричное законодательство, демократизация общинного самоуправления, освобождение коалиций от всяких законодательных стеснений — это всё ступени общественного развития. Если в Германии думают не об освобождении, а о стеснении права коалиции, то это свидетельствует не о том, что Германия достигла высокого уровня развития, а только о её политической отсталости. Борьба классов существует, но она — не единственное содержание истории, так как рядом с ней есть и сотрудничество классов. Отсюда Бернштейн, оставаясь социал-демократом, делает вывод, что вся программа партии должна быть пересмотрена; в частности следует отказаться от тезиса, что пролетарий не имеет отечества — и, следовательно, от интернационализма. Этот тезис был верен раньше, нынче же он с каждым днем теряет значение; пролетарий всё больше становится гражданином. «Полное уничтожение национальностей есть мечта, и притом некрасивая»; даже армия, поэтому, не является таким институтом, который безусловно и во что бы то ни стало подлежит уничтожению. СДПГ, считал Бернштейн, фактически уже превратилась в партию социальных реформ, хотя в теории она по-прежнему выступает как партия социальной революции. Он не стремился изменить практическую политическую работу СДПГ, речь шла о том, чтобы пересмотреть теоретические положения марксизма в соответствии с новым историческим опытом: «Пора наконец социал-демократии эмансипироваться [освободиться] от власти фразы и стать открыто тем, чем она уже является в действительности: демократическо-социалистическою партией реформы». Широкую известность приобрела его фраза:

То, что социализм вообще называют конечной целью, для меня ничего не значит, движение — это всё.— 
В брошюре Wie ist wissenschaftlicher Socialismus möglich (Возможен ли научный социализм) (Берлин, 1901) отрицает самую возможность научного социализма. Вокруг книги завязалась страстная борьба, расколовшая всю германскую социал-демократию на два крыла: бернштейнианское или ревизионистское, и ортодоксальное [неукоснительно следующее учению (обычно некритически)]. Она велась на каждом съезде СДПГ и заканчивалась принятием резолюций, направленных против Бернштейна, но на каждом следующем возобновлялась с прежней силой.
Неправильно было бы, однако, без оговорок называть Бернштейна «умеренным социал-демократом», а бернштейнианство — умеренной фракцией социал-демократизма. Призывая свою партию к союзным действиям с буржуазными партиями, отрицательно относясь к резкому противоположению социал-демократии и буржуазной демократии, приглашая социал-демократию стать мирной партией реформы, Бернштейн по чисто практическим вопросам отстаивал иногда решения наиболее радикальные; так, в противоположность большинству ортодоксальных социал-демократов, он являлся горячим сторонником всеобщей стачки для завоевания политических прав (высказался за неё на бременском партийном съезде в 1904 г.), был сторонником пропаганды в войсках и т. д.
Перед штутгартским съездом СДПГ Плеханов предложил в «Sächsische Arbeiterzeitung» (Саксонская рабочая газета) исключить Бернштейна из партии, но предложение это не встретило поддержки.
Из многочисленных произведений социал-демократической литературы, направленных против Бернштейна, наибольшее значение имеет работа Каутского «Бернштейн и социал-демократическая программа» (1899). Ещё одним важным вкладом в полемику с бернштейнианством, но с более радикальных позиций, было произведение Розы Люксембург «Социальная реформа или революция?» (1899/1900).
В 1921 году Бернштейн написал книгу «Германская революция. История её возникновения и её первого периода», в которой объяснил, почему революция в Германии пошла по менее радикальному пути, чем все великие революции в истории. Бернштейн назвал две главные причины умеренного характера немецкой революции. Первой стала степень общественного развития Германии. Чем менее развиты общества, тем легче они переносят меры, направленные на радикальные изменения:

Однако чем разнообразнее внутреннее устройство общества, чем изощрённее разделение труда и сотрудничество всех его членов, тем выше опасность, что при попытке радикального переустройства его формы и содержания за короткое время, да ещё и с применением насилия, жизнеспособности этого общества будут нанесены тяжелейшие повреждения. Независимо от того, отдавали ли себе в этом отчет ведущие деятели социал-демократии теоретически, но они осознали это исходя из реального опыта, а затем соответствующим образом направляли свою практику революции.
Второй причиной умеренного характера революции Бернштейн назвал достигнутый Германией уровень демократии.
В заключительной главе «Большевистская разновидность социализма» изданной в начале 20-х годов книги «Спорные вопросы социализма» осудил большевизм за пренебрежительное отношение к объективным условиям, назвав его специфически русским явлением, понятным в свете долго господствовавших условий в России, где при абсолютистском режиме применялись самые суровые средства принуждения и гнёта.

## Историческая роль

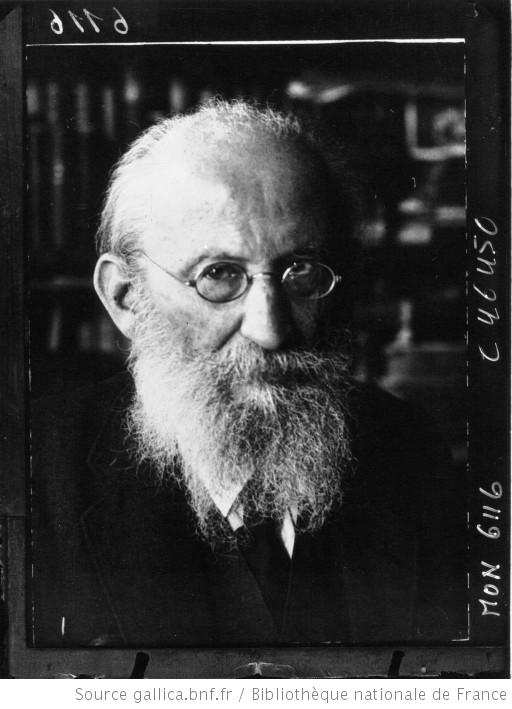
Бернштейн в последний год своей жизни

Бернштейн создал новое теоретическое течение в рамках социал-демократии, ориентированное на реформы. Это течение после раскола в рядах CДПГ во время Первой мировой войны стало теоретической основой политики CДПГ (большинства). В Годесбергской программе 1959 года СДПГ окончательно отмежевалась от марксистского понятия социализма и сделала основой своего теоретико-программного самопонимания обоснованную Бернштейном реформистскую концепцию социализма. Бывший канцлер Австрии, социалист Бруно Крайский так оценил роль Бернштейна:

Германская социал-демократия стала реформистской, она так стремительно вступила на линию социал-реформиста Эдуарда Бернштейна, что мир этого даже не заметил. Забыли даже, что Бернштейн в это время уже не жил. Он совсем тихо умер, без того, чтобы ему отдали почести, которые он заслужил.

## Сочинения
- Die Voraussetzungen des Sozialismus und die Aufgaben der Sozialdemokratie, 1899.
  - Проблемы социализма и задачи социал-демократии. — М .: Изд. книжного склада Д. П. Ефимова, 1901. — 360 с.
  - Социальные проблемы. — М.: т-во тип. А. И. Мамонтова, 1901. — 312 с.
  - Условия возможности социализма и задачи социал-демократии. — Либроком, 2015.
- Общественное движение в Англии XVII в. — СПб., 1899.
- Zur Frage: Socialliberalismus oder Kollectivismus. (Berlin, 1900).
- Очерки из истории и теории социализма. — СПб., 1902. — 400 с. (перевод неполон)
- Бернштейн Э. Развитие форм хозяйственной жизни. — СПб., 1904.
- Бернштейн Э. Классы и классовая борьба. — М.: Изд. В. Д. Карчагина, 1906.
- Бернштейн Э. Реалистический и идеалистический моменты в социализме. — Одесса: Книгоизд-во М. С. Козмана. 1906.
- Парламентаризм и социал-демократия — СПб, 1906. — 68 с.
- Бернштейн Э. Забастовка. — СПб., 1907.
- Бернштейн Э. Фердинанд Лассаль. — Петроград, 1919.
- Die Deutsche Revolution von 1918/19. Geschichte der Entstehung und ersten Arbeitsperiode der deutschen Republik, 1921. (Немецкая революция 1918—19: её происхождение, ход и последствия)
  - Бернштейн Э. Германская революция. История её возникновения и её первого периода. — Берлин — Дрезден: Восток, 1922. — XVI + 331 c.
- Бернштейн Э. Спорные вопросы социализма. — Берлин, 1923.
- Бернштейн Э. Социализм и демократия в Великой английской революции. — М.-Л., 1924.
- Бернштейн Э. Возможен ли научный социализм? // Полис. Политические исследования 1991. № 4. С. 175—181.

### Воспоминания
- Бернштейн Э. В годы моего изгнания. — Симферополь, 1923.
- Бернштейн Э. Детство и юность. 1850—1872. — Ленанд, 2014.